# Gouinia paraguayensis
Gouinia paraguayensis är en gräsart som först beskrevs av Carl Ernst Otto Kuntze, och fick sitt nu gällande namn av Parodi. Gouinia paraguayensis ingår i släktet Gouinia och familjen gräs. Inga underarter finns listade i Catalogue of Life.